# Dominik Dvorak
Dominik Dvorak (Praga, 9 de junio de 1992) es un deportista checo que compite en bobsleigh. 
En los Juegos Olímpicos de Sochi 2014 quedó 16º con su equipo de bob a 4, repitió como olímpico en los Juegos Olímpicos de Pieonchang 2018 quedando 21º en bob a 4 y 17º en bob a 2.
En los Juegos Olímpicos de Pekín 2022 quedó 15º en bob a 2 con un tiempo de 4:00:30 en 4 carreras, en el bob a 4 quedó 21  ese puesto hizo que no pudiera disputar la última carrera al haber quedado fuera del top 20.
Debutó en la copa del mundo en diciembre de 2012.